# بالانغا (الفلبين)
بالانغا (بالإنجليزية: City of Balanga) هي مدينة في الفلبين، تتبع باتان، وهي عاصمتها، بلغ عدد سكانها 96,061  نسمة في 2015، تبلغ مساحتها 111.63 كيلومتر مربع، رمزها البريدي هو 2100.

## معرض صور

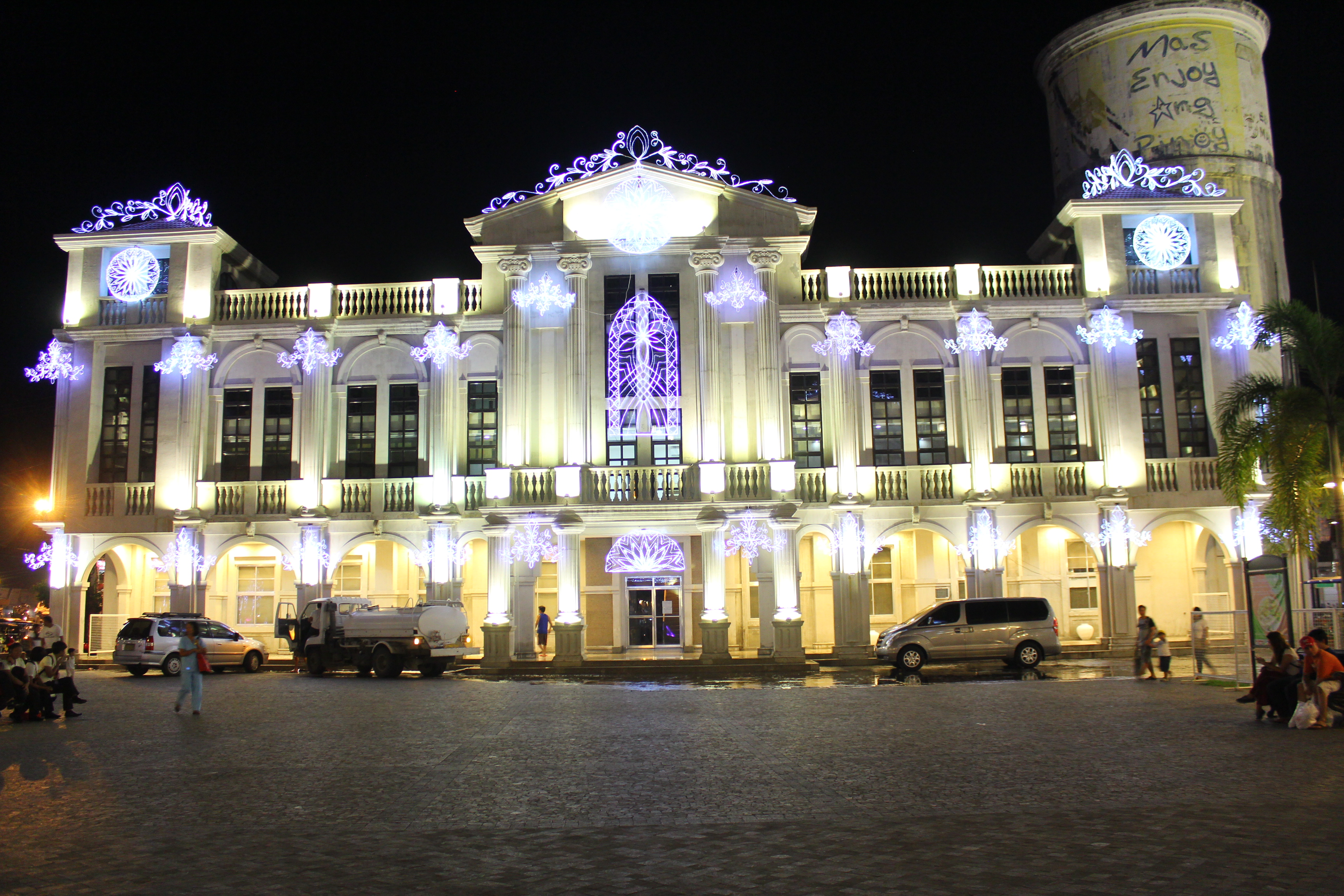
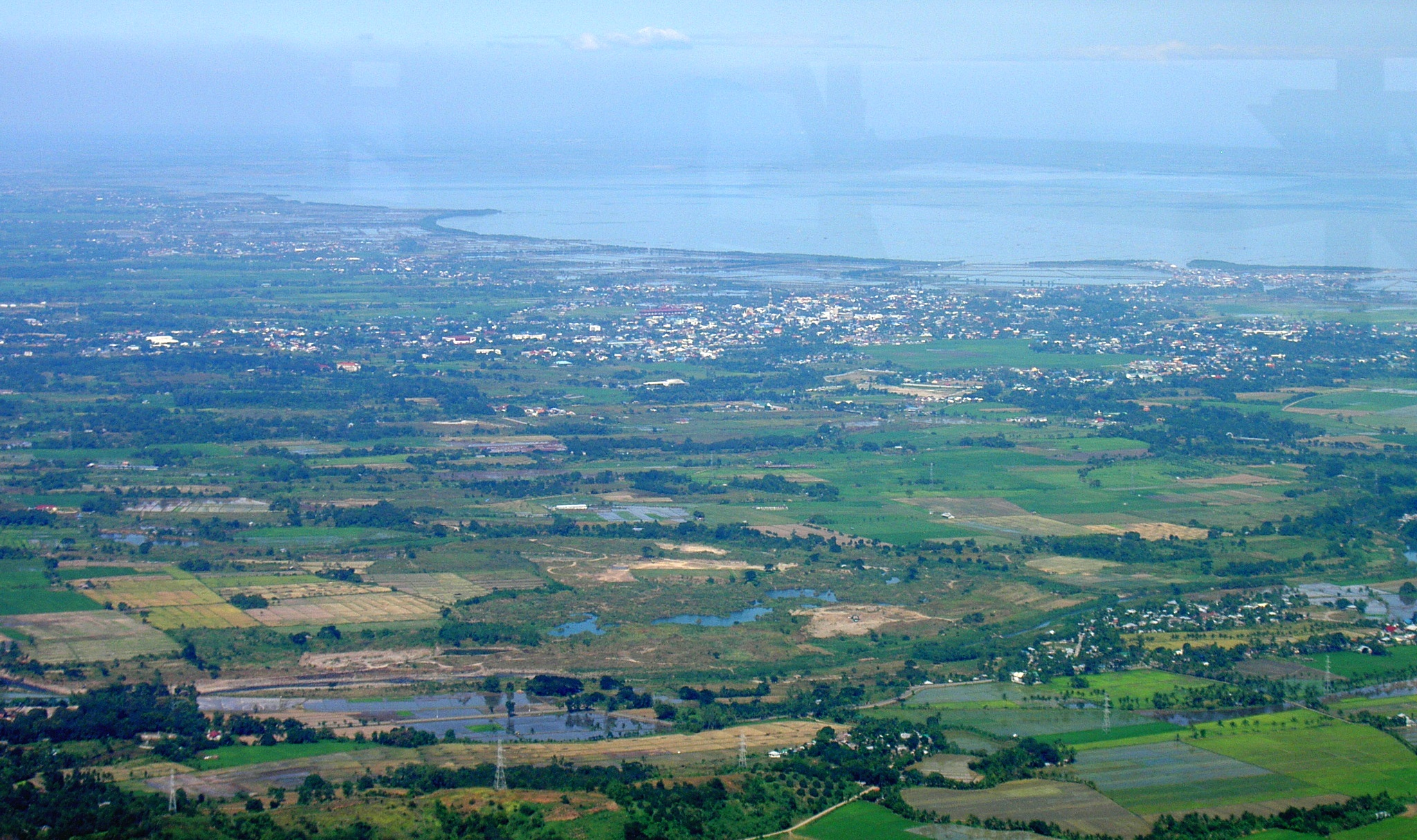
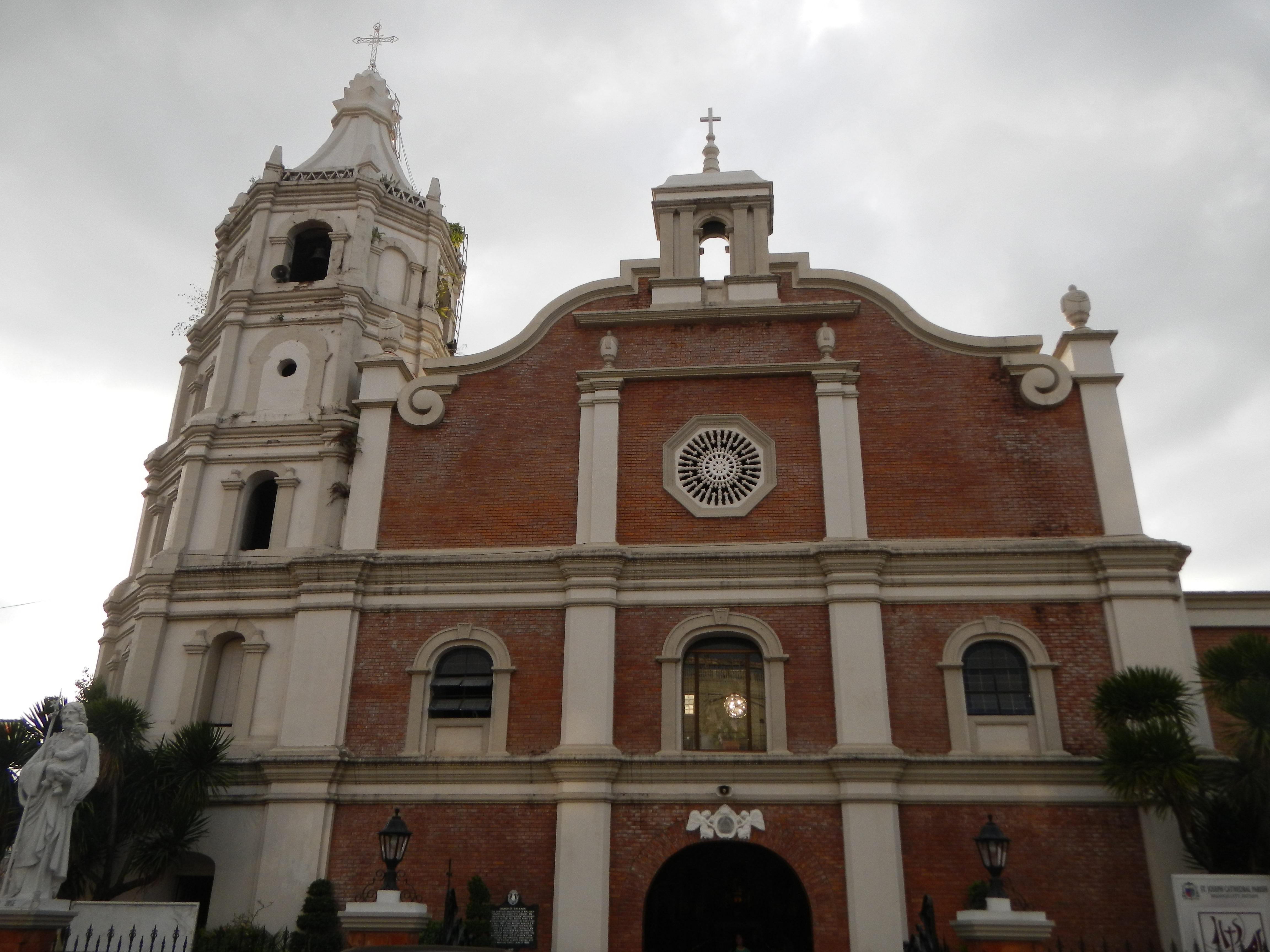

## الموقع
تشترك في الحدود مع:
- Morong, Bataan [الإنجليزية]‏
- Pilar, Bataan [الإنجليزية]‏
- Bagac [الإنجليزية]‏
- Abucay [الإنجليزية]‏.

## أعلام
- جانين توغونون
- أوسكار كروز
- ألبرت غارسيا